# Władysław Szafraniec
Władysław Szafraniec (ur. 16 listopada 1926, zm. 1 stycznia 2012) – Polak, Sprawiedliwy wśród Narodów Świata.

## Życiorys
Syn Elżbiety i Leona Szafrańców. Od połowy 1942 r. był zaangażowany w Batalionach Chłopskich oraz udzielał pomocy okolicznym Żydom, którzy ukrywali się przed wywozem do obozu Zagłady. W 1943 r. przygotował w lesie kryjówkę dla Żydów, którzy byli wcześniej ukrywani przez jego rodziców. Żydzi musieli opuścić dom jego rodziców ze względu na groźbę denuncjacji. Władysław dostarczał im pożywienie, lekarstwa oraz wieści ze zbliżającego się frontu. Po napaści bandytów na ukrywanych Władysław przewiózł ich wozem konnym do następnej kryjówki w Połańcu.
Odznaczony 10 czerwca 1987 r. medalem Sprawiedliwego wśród Narodów Świata. Tytuł ten został również przyznany jego rodzicom w 1984 r. Uhonorowany Krzyżem Komandorskim Odrodzenia Polski w 2008 r.